# Чайный гриб
«Ча́йный гриб» (также «японский гриб», «маньчжурский гриб»,  «комбуча») — обобщающее название нескольких разновидностей симбиоза дрожжевого гриба с бактерией. При помощи чайного гриба и воды изготавливается кисло-сладкий газированный прохладительный напиток, называемый чайным квасом.
Используется в альтернативной медицине, хотя лекарственный эффект от употребления чайного гриба не доказан.

## История
Чайный гриб упоминается около 220 года до н. э. в китайских источниках династии Цинь как очищающий и наполняющий энергией напиток.
Напиток проник в Европу с российского Дальнего Востока в начале XX века, через Россию в Германию, и к началу Второй мировой войны уже распространился по Европе.
Общеевропейское название чайного гриба — комбуча (kombucha) является транскрипцией японского 昆布茶 комбутя, хотя в японском языке это слово означает другое — напиток кобутя из водоросли комбу, а чайный гриб называется 紅茶キノコ ко: тя киноко, что дословно и означает «чайный гриб». Название «комбуча» для чайного гриба в европейском лексиконе вероятно является свидетельством исторической путаницы в обозначении этого напитка, возникшей из-за некоторого сходства чайного гриба с японским напитком из морских водорослей.

## Состав

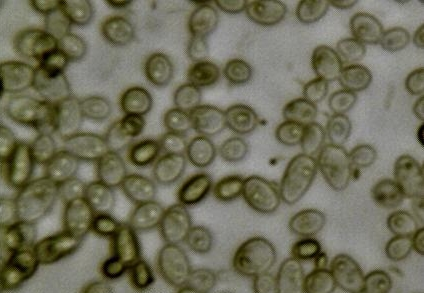
Дрожжевые грибы и бактерии, из которых формируется чайный гриб. Увеличение 400 раз

Ранее считалось, что чайный гриб — цельный организм, и в 1913 году немецкий миколог Густав Линдау дал ему таксономическое название Medusomyces gisevii (медузомицет). Сейчас предполагают, что чайный гриб является симбиозом двух разных микроорганизмов, с последующей генной трансформацией, а потому данное таксономическое название является устаревшим, но все ещё употребляемым.
Точный биологический состав чайного гриба варьируется в зависимости от происхождения. Наиболее часто встречающиеся бактерии принадлежат родам Acetobacter и Gluconobacter, включённым в семейство Acetobacteraceae (с лат. — «уксуснокислых бактерий»), но встречаются и бактерии других семейств; при этом обычно в чайном грибе смешаны бактерии разных видов. Сами дрожжевые грибы также разнообразны и могут принадлежать к более чем десятку разных родов.
С химической точки зрения напиток из чайного гриба состоит из разнообразных органических кислот, сахаров и других веществ. Дрожжевые грибы гидролизуют сахарозу на глюкозу и фруктозу в присутствии фермента инвертазы, а также производят этанол в процессе гликолиза, используя фруктозу как субстрат. Бактерии используют глюкозу для синтеза глюконовой, а этанол — уксусной кислоты. В процессе ферментации уровень pH понижается.
Уровень этанола с течением времени сначала растёт, достигая примерно 0,55 %, а потом начинает уменьшаться.

## Изготовление напитка

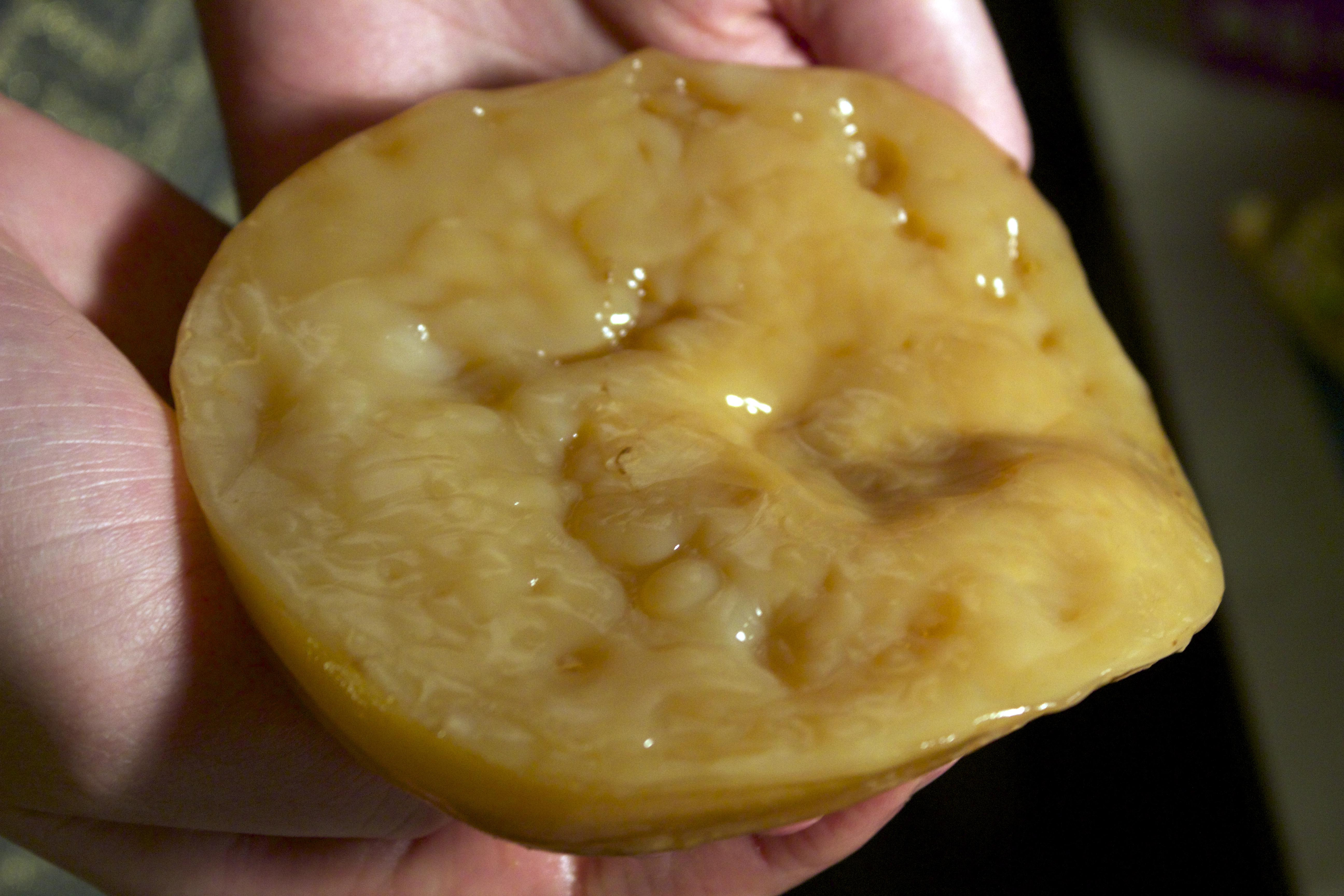
Симбиотическая культура SCOBY, используемая для изготовления чайного кваса

Культуру чайного гриба помещают в подсахаренный чайный настой для ферментации. В получившуюся смесь добавляют немного уже ферментированного чайного гриба — для борьбы с нежелательными микроорганизмами и понижением pH.
Сосуд накрывают от насекомых и оставляют при комнатной температуре на несколько дней.
На поверхности образуется толстая плёнка, а настой приобретает кисло-сладкий вкус и насыщается углекислым газом.
Если ферментация длится слишком долго, то чайный квас начинает отдавать уксусом и становится небезопасным к потреблению.

## Влияние на здоровье

### Лекарственное применение
Многие люди пьют чайный гриб из-за его предполагаемой пользы для здоровья. У некоторых людей существуют неверные представления, что чайный гриб может вылечить СПИД, старение, анорексию, артрит, атеросклероз, рак, запор, диабет и, в целом, принести какую-либо прочую пользу для здоровья. Не было проведено никаких клинических исследований для оценки возможных биологических эффектов чайного гриба, и предполагаемая польза для человеческого здоровья, связанная с его биологической активностью, не была продемонстрирована. Систематический обзор 2003 года охарактеризовал чайный гриб как «экстремальный пример нетрадиционного средства из-за несоответствия между неправдоподобными, широкомасштабными заявлениями о здоровье и потенциальными рисками». Данный метаанализ пришёл к выводу, что предлагаемые необоснованные терапевтические заявления о каком-либо полезном свойстве чайного гриба не перевешивают известные риски и что чайный гриб не следует рекомендовать для терапевтического использования, поскольку он относится к классу «средств, которые, по-видимому, приносят пользу только тем, кто их продаёт». Исследования, проведённые in vitro, и опыты на крысах показали отсутствие каких-либо заявленных лекарственных свойств.

### Побочные эффекты
Сообщения о побочных эффектах, связанных с потреблением чайного гриба, редки, но согласно обзору 2003 года, число подобных сообщений может быть занижено. Американское онкологическое общество заявляет, что «серьёзные побочные эффекты и случайные смерти были связаны именно с употреблением чайного гриба». Поскольку чайный гриб обычно является домашней ферментацией, следует соблюдать осторожность, поскольку патогенные микроорганизмы могут загрязнять чай во время приготовления.
Побочные эффекты, связанные с потреблением чайного гриба, включают тяжёлую печёночную и почечную недостаточность, а также метаболический ацидоз. По меньшей мере один человек скончался после употребления чайного гриба, но ещё никем не было убедительно доказано, что сам напиток может являться причиной смерти.
Повышенный риск от употребления может возникать в случае излишне продолжительной ферментации, повышающей уровень кислотности, или из-за загрязнения чайного гриба при приготовлении в домашних условиях. Не рекомендуется употребление чайного кваса при наличии заболеваний, а также людям с ослабленным иммунитетом (в том числе беременным женщинам и детям). Из-за небольшого содержания этанола чайный квас противопоказан при употреблении некоторых лекарств.
Из-за частых сообщений, связывающих употребление чайного гриба с осложнениями, американское пищевое агентство Управление по санитарному надзору за качеством пищевых продуктов и медикаментов (FDA) рекомендовало соблюдать осторожность при приготовлении и употреблении настоя чайного гриба. FDA утверждает, что правильно приготовленный чайный квас безвреден при употреблении в пищу, однако, если сбраживание производится в домашних условиях, есть риск занесения в напиток патогенных микроорганизмов.
Систематический обзор 2019 года подтвердил многочисленные риски для здоровья: «чайный гриб не считается вредным при потреблении не более 4 унций (120 мл) для здоровых лиц; потенциальные риски, связанные с низким рН, тяжёлыми металлами и чрезмерным употреблением высококислотного чайного гриба, или потребление лицами с уже существующими заболеваниями, могут повлечь за собой необратимые последствия для здоровья».

## Рынок чайного гриба

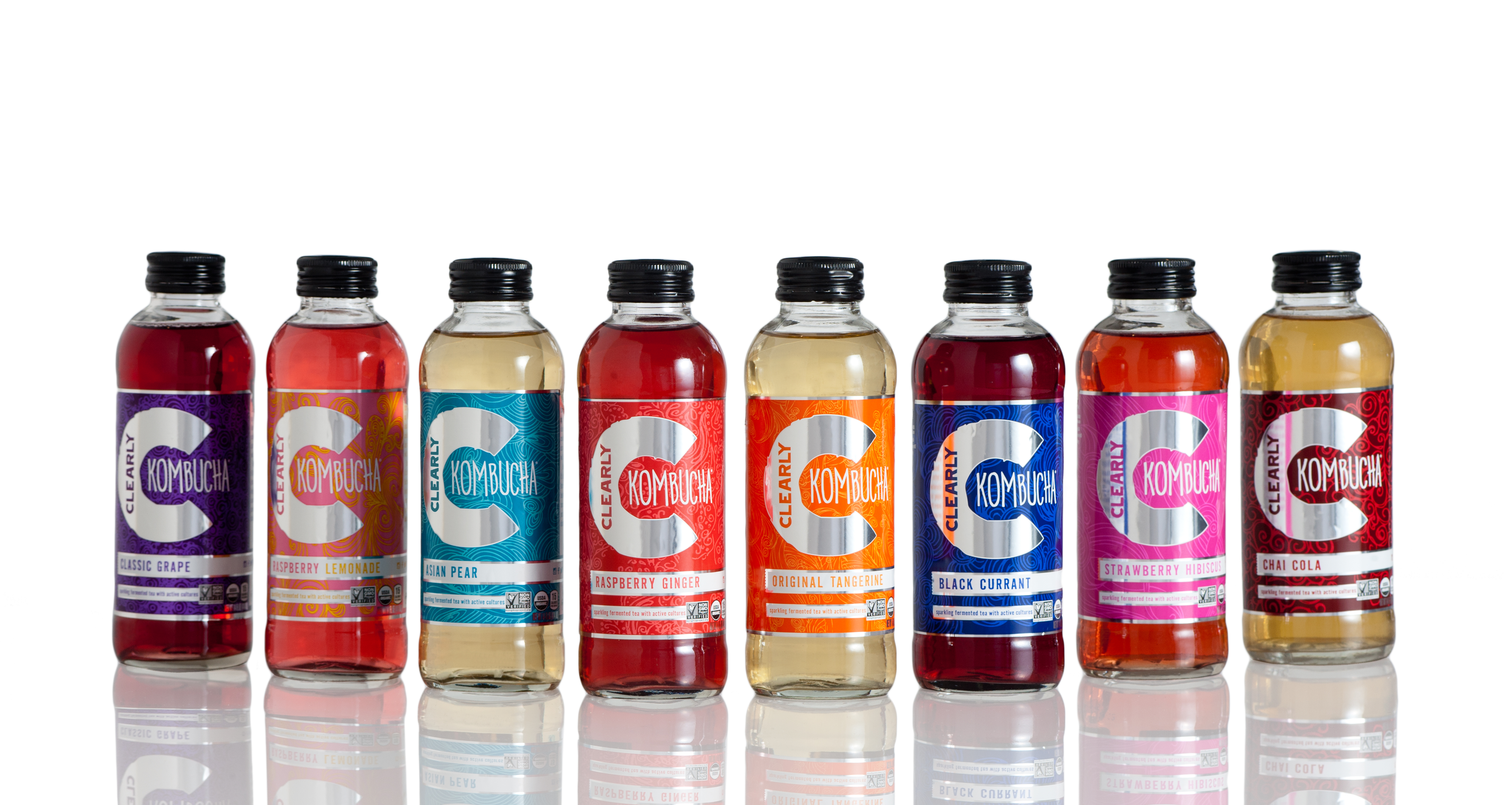
Напитки, полученные с помощью чайного гриба «Kombucha»

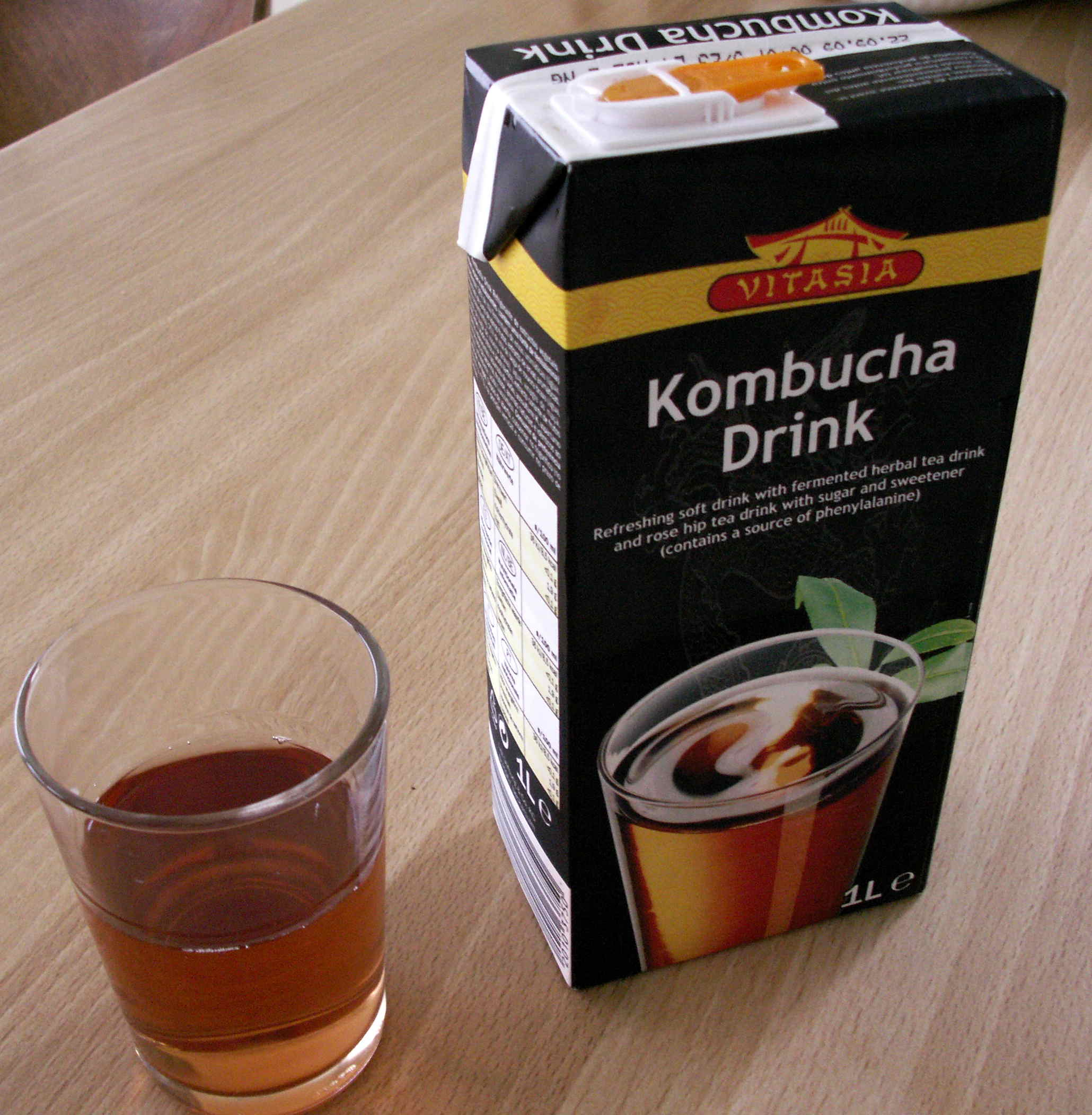
Напиток, полученный с помощью чайного гриба «Kombucha»

В XXI веке коммерческое производство и продажа чайного гриба наиболее развиты в США, употребление напитков, произведенных с помощью чайного гриба, стало популярным, они продаются как альтернатива пиву и спиртным напиткам. Рынок чайного гриба в этой стране в 2016 году составлял половину мирового — 534 млн $. Лидерами мирового рынка являются GT’s Kombucha Company, Reed’s Inc., Live Soda Kombucha, Kombucha Wonder Drink, Kosmic Kombucha, Makana Beverages Inc, KeVita (в 2016 году куплена компанией PepsiCo). В 2017 году глобальный рынок чайного гриба вырос до 1,5 млрд $. Только 32 % этого рынка приходится на классический чайный гриб без добавок, остальные 68 % — на чайный гриб с различными вкусами, с добавлением трав, фруктов и ягод.